# 佩雷圖鄉

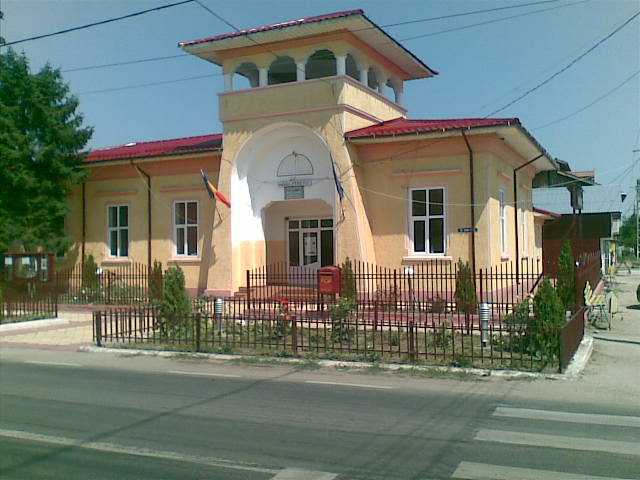

44°03′N 25°05′E / 44.050°N 25.083°E
佩雷圖鄉（羅馬尼亞語：Comuna Peretu, Teleorman），是羅馬尼亞的鄉份，位於該國南部，由特列奧爾曼縣負責管轄，面積54平方公里，海拔高度70米，2007年人口7,758，人口密度每平方公里143人。